# Salpingoeca urceolata
Salpingoeca urceolata — вид солонуватоводних одноклітинних водних організмів з родини Salpingoecidae класу хоанофлагелят (Choanoflagellatea).

## Опис
Клітина діаметром 12-16 мкм з одним джгутиком. Навколо джгутика лежить комір з мікроворсинок. Клітина прикріплюється до субстрату завдяки стеблу. Колоній не утворює, але трапляється у масових скупченнях.